# 京唄子
京 唄子（きょう うたこ、1927年〈昭和2年〉7月12日 - 2017年〈平成29年〉4月6日）は、日本の女優・漫才師である。本名は、鵜島ウタ子（うじま うたこ）。
京都府京都市上京区西陣出身。さち子プロに所属していた。

## 来歴・人物
1945年、宮城千賀子の劇団「なでしこ劇団」に入り、京町唄子の名で舞台女優となる。後、不二洋子、瀬川信子などの一座を転々とする。俳優の浪花五郎と結婚するが5年で離婚。その後、1956年に「瀬川信子一座」で座付き作家を務めた鳳啓助と出逢い、漫才コンビ「唄子・啓助」を結成して漫才を始める。後、鳳と結婚するが1965年に離婚。3度目の結婚は三田マサル（啓助の実の弟・志織満助の元相方）。4人目の結婚相手が死去時の夫となった。
1970年には唄啓劇団を旗揚げ、1980年代前半には一時、吉本興業と提携していたが、1987年、当時の所属事務所倒産に伴い解散。同年、京唄子劇団を設立。
1969年から1985年まで16年間続いたフジテレビのトーク番組『唄子・啓助のおもろい夫婦』で啓助とともに司会を務め、啓助との丁々発止の言葉のやり取りが番組の人気となり名物となった。このほか、日本テレビの芸人オーディション番組『お笑いスター誕生!!』でも啓助とともにレギュラー審査員の一員として出演し、辛口のコメントで出場芸人の芸を評価した。
1993年からは『渡る世間は鬼ばかり』で、岡倉家の五女・長子の姑である本間（神林）常子役として出演した。普段から清爽なスーツ姿や帽子などのおしゃれなファッションが有名で、渡鬼出演時の衣装のほとんどが自前の衣装だとインタビューで語っている。
刑務所への慰問活動も行っていた。
トレードマークは大きな口（漫才のネタの定番でもあった）と大きな帽子だった（その印象から晩年までミヤコ蝶々に間違えられることがあった）。
大相撲の大阪場所を度々観に来ており、よくテレビに映っていた。
1994年、鳳啓助が死去した際には「一緒にいたときは食べられないこともあったけど、思い出すのはいいことばかり。元気でいてくれたら良かったのに。やっぱり早かった」とコメントし「もう一切、漫才はやりません」と漫才の封印を誓った。
1997年、国際芸術文化賞を受賞。
2008年3月20日、上方演芸資料館が選出する「上方演芸の殿堂入り」入り表彰を「唄子・啓助」で受けた。これに対して唄子は「表彰は身に余る光栄。亡くなった啓助さんも喜んではると思います」と語った。
上沼恵美子とは特に親交が深く、大阪や東京での番組出演が多くなり、神戸のサンテレビで上沼自らがメイン司会を務めていた『ズバリ!悩みおまかせ』の出演が時間的に厳しくなった為、信頼を寄せる京唄子に後継番組として『京唄子の何でも言うて!』として司会をバトンタッチした。『快傑えみちゃんねる』（関西テレビ）にも上沼と馬が合うからかたびたびゲストとして出演していた。上沼が結婚引退して一年後の電撃復帰時には当時のマスコミや業界内等でもバッシングの嵐を受けたりといろいろ叩かれたが『唄子師匠にはすごく助けていただきとても感謝している。』などと度々インタビューなどでも語っている。逝去後、上沼がインタビューに応じ『唄子師匠が亡くなったのがあまりにもショックで未だに自分の中では信じられず、あれだけ可愛がっていただいたのにも関わらずにどうしても最後のお別れを言いに（告別式に参列することが）出かけられなかった。今ではそれが心残りです。』などと語っている。渡鬼で長年にわたって共演した藤田朋子や植草克秀もマスコミからの追悼インタビューに応じている。
2009年4月28日、車椅子姿で記者会見を開き、同年5月の松竹座公演降板と腰椎圧迫骨折及び腰椎変性すべり症を患っており、その治療のため一切の芸能活動の休止を発表。「芸能生活64年、まさか自分がこんなことになるとは思ってもみなかった」とうなだれた。精神面でのショックも大きく胃に複数の潰瘍も患っていることなども明かし「何としてでも直して、また舞台へ立ちたい」と涙ながらに語った。
約1年半の病気治療及びリハビリを経て、2010年10月14日放送のドラマ『渡る世間は鬼ばかり』最終シリーズで復帰を果たしたが、遺作となった。第2シリーズ最終回では、息子・本間英作（演：植草克秀）に対して岡倉長子（演：藤田朋子）との結婚を許すシーンがあり、渡鬼の中でもそのシーンは名シーンとなった。作品での本間常子役は18年演じ続け親しまれた。常子が脳出血で亡くなっていたことが渡鬼2017年スペシャルのドラマ内で語られた。
2017年4月6日午前10時33分、肺炎のため大阪市内の病院で死去。89歳没（享年91）。棺には愛用のハットやカバン、京が出演した｢渡る世間は鬼ばかり｣の台本などが納められた。告別式は4月8日に大阪市阿倍野区内の斎場で営まれ、出棺の際には、「京唄子、日本一」という参列者からの掛け声が飛び交った。

## 出演歴

### テレビドラマ
- てなもんや三度笠（1962年 - 1968年、ABC）
- ポテチン武者修行（1964年 - 1965年、読売テレビ） - 主演
- ポテチン珍騒動（1965年 - 1966年、読売テレビ） - 主演
- 素浪人 月影兵庫 第2シリーズ 第102話「大口たたいて抜けていた」（1968年、NET） - お歌
- ミニミニ社員（1970年 - 1971年、ABC）
- おれは男だ!（1971年 - 1972年、日本テレビ）
- 助け人走る（1973年、ABC / 松竹）第7話「営業大妨害」 - お浜
- 夜明けの刑事 第8話「電話で殺人を....」（1974年、TBS / 大映テレビ）　- マンションの住人
- 日本沈没（1974年 - 1975年、TBS）
- けんか安兵衛（1975年、関西テレビ）
- 逢えるかもしれない（1976年、フジテレビ）
- ヤンマーファミリーアワー 飛べ!孫悟空（TBS）第13、14、15話（1978年） - 牛魔大王の妻･羅刹女(声)
- 連続テレビ小説（NHK）
  - 鮎のうた（1979年）
  - 心はいつもラムネ色（1984年） - 裄乃の供人・お礒 役
  - おんなは度胸（1992年） - 中村勝子 役
  - やんちゃくれ（1998年） - 校長先生
- 大江戸捜査網 第437話「おっかさんの唄が聞こえる」（1980年、東京12チャンネル・三船プロ）
- 遠山の金さん（1982年 - 1986年、テレビ朝日） - おかつ ※高橋英樹版
- 水戸黄門（TBS / C.A.L）
  - 第12部 第18話「天下一品喧嘩そうめん -龍野-」（1981年12月28日） - おとよ
  - 第13部 第6話「おん宿割鍋にとじ蓋 -島田-」（1982年11月22日） - おとよ
- 暁に斬る! 第14話「大江戸ゴッドファーザー」（1983年、関西テレビ）
- 暴れん坊将軍シリーズ（テレビ朝日）
  - 吉宗評判記 暴れん坊将軍 （1979年） - 天満屋おまさ
    - 第53話「からくち一番!母子酒」
    - 第79話「天下御免!おふくろの味」

  - 暴れん坊将軍II 第37話「女もつらいよ 母なれば」（1983年） - おちか役
  - 暴れん坊将軍III 第30話「阿呆と呼ばれた名将軍」（1988年） - お駒 役
- 大奥 第43話「愛と哀しみの聖母」（1984年、関西テレビ） - 笹尾
- 吉野物語（1988年 - 1989年、読売テレビ）
- 京一輪（1989年 - 1990年、読売テレビ）
- 渡る世間は鬼ばかり（1993年 - 2011年） - 本間（神林）常子※2010年 - 2011年放送の最終シリーズが遺作
- 野々山家の人々（1994年、毎日放送）
- 野々山家の人々RETURN（1995年、毎日放送）
- 好きやねん（1995年、読売テレビ）
- 結婚はいかが?（1996年、NHK）
- 番茶も出花（1997年、TBS） - ゲスト出演
- 女子刑務所東三号棟（2001年、TBS）　‐ 若林清子役
- ひとりじゃないの（2001年、毎日放送）
- 水曜ミステリー9 家政婦春子　他人の不幸は蜜の味−嫁姑　殺意の接点－（2005年10月5日） - 塚原志寿江 役
- 山村美紗サスペンス 赤い霊柩車シリーズ20（2005年10月14日、フジテレビ）‐ 遠山志津

### その他のテレビ番組
- 唄子・啓助のおもろい夫婦（1969年 - 1985年、フジテレビ）
- 唄子啓助の人生双六（読売テレビ、1977年4月16日 - ）
- 唄子・啓助のごめんやす（読売テレビ、1977年11月26日 - 78年3月18日）
- お笑いスター誕生!!（1980年 - 1986年、日本テレビ）
- 2時のワイドショー（読売テレビ） - 夫婦110番パネラー（木曜）
- ザ・ワイド（1993年 - 1995年、日本テレビ・読売テレビ） - 大阪スタジオでのコメンテーター

### CM
- 陶陶酒

### 映画
- 間諜（1964年）
- 幕末てなもんや大騒動（1967年）
- 続 浪曲子守唄（1967年） - お福
- 緋牡丹博徒 お竜参上（1970年）
- ハレンチ学園 タックルキスの巻（1970年）
- 喜劇 トルコ風呂 王将戦（1971年）
- 女番長ゲリラ（1972年）
- 徳川セックス禁止令 色情大名（1972年）
- 喜劇 男の子守唄（1972年）
- おしゃれ大作戦（1976年）
- トラック野郎・天下御免（1976年）
- 悪魔が来りて笛を吹く（1979年）
- じゃりン子チエ（1981年） - 竹本菊
- おばちゃんチップス（2007年）

### Vシネマ
- 極道の2号たち（1996年） - 勝乃(大倉仙八(元旭明会組長)の妻)
- 極道の2号たち2 嗚呼!現金と共に去りぬ（1997年） - 勝乃(大倉仙八(元旭明会組長)の妻)

### ラジオ
- 唄啓のこれは得だすお聞きやす（CBCラジオ）
- こんちわコンちゃんお昼ですょ!（MBSラジオ）

## 著書
- 花も嵐も踏みこえて
- 人生は回り舞台